# واغايا نو ريكيشي
"Wagaya no Rekishi" (わが家の歴史، "The History of My Family") هو مسلسل تلفزيوني ياباني مكون من ثلاثة أجزاء، تم عرضه على قناة فوجي TV من 9 أبريل 2010 إلى 11 أبريل 2010 بمناسبة الذكرى الخمسين للقناة. كان العرض معروفًا بوجود طاقم عمل لامع.

## ملخص
ماساكو ( كو شيباساكي) هي الابنة الكبرى لعائلة يامي، التي تعيش في فوكوكا، كيوشو. تترك المدرسة لمساعدة دعم والديها الطيبين، ولكن الساذجين، وأربعة من إخوتها. تركز الدراما على أفراد العائلة والأشخاص الذين يلتقون بهم في اليابان ما بعد الحرب. تدور القصة بين عامي 1945 و1964، وتروي حياة الأعضاء السبعة لعائلة يامي الخيالية.

## فريق العمل
- كو شيباساكي في دور ماساكو يامي
- كويتشي ساتو بدور تايزو اونيزوكا
- سيشيرو كاتو في دور مينورو يامي
- جون ماتسوموتو في دور يوشيو يامي
- ريوتا ساتو في دور مونيو يامي
- ماكي هوريكيتا في دور ناميكو يامي
- ميو مياتاكي في دور ناميكو الصغيرة
- نانا إيكورا في دور فوساكو يامي
- ماسامي ناجاساوا في دور يوكاري إشينوز
- يو أوزومي في دور تسورو
- تيتسوجي تاماياما في دور ريوغو أورا
- كوجي ياماموتو في دور ميتسوناري أنو
- ساوا سوزوكي في دور ماريا
- جونجي تاكادا في دور ميوجي كوجا
- يوكي أمامي في دور شياكي أونيزوكا
- سوميكو فوجي في دور ماكي يامي
- توشيوكي نيشيدا في دور توكيجيرو يامي
- كينجي أنان مديرًا لنادي ناغايورو المضيف

### شخصيات بارزة وشخصيات أخرى من عصر شووا
- نوريتاكي كيناشي ( الأنفاق ) بدور كينيتشي إينوموتو
- أكيوشي ناكاو في دور هيديو موراتا
- إيمي واكي في دور ماتشيكو هاسيجاوا
- تاكوزو كادونو في دور شيجيرو يوشيدا
- تاتسويا فوجيوارا في دور أوسامو تيزوكا
- شون أوغوري في دور كين تاكاكورا
- ماسانوبو تاكاشيما في دور هيديو إيتوكاوا
- توموميتسو ياماغوتشي في دور ريكيدوزان
- كيكو تودا في دور شيزوكو كاساجي
- شينجي تاكيدا في دور يوشيو شيراي
- تاكاشي أوكاجي بدور أكيرا كوروساوا
- تاكايوكي يامادا في دور تاتسويا ناكاداي
- شيرو إيتو في دور روبا فوروكاوا
- نوريتو ياشيما في دور شوساكو إندو
- إيجي وينتز في دور أكيهيرو ماروياما
- ساكي أيبو في دور ميسورا هيباري
  - مايا ساكورا بدور ميسورا هيباري (طفلة)
- ماساكي أوتشينو في دور كوزو ماسودا
- موغا تسوكاجي في دور كيوشي ياماشيتا
- كوجي إيشيزاكا في دور كافو ناغاي
- فوميو كوهيناتا في دور نوبوسوكي كيشي
- زينا بلاوسوفا في دور مارلين مونرو
- ماساكي أوكادا في دور ماساشي ميازاكي (شخصية خيالية)
- سوسومو تيراجيما بدور شوجي هيراجي (شخصية خيالية)
- كيتشي ناكاي في دور جويتشي شيشيمارو (شخصية خيالية)

## تقييمات الحلقات
| حلقة  | التقييمات (كانتو) |
| ----- | ----------------- |
| 1     | 21.2              |
| 2     | 18.4              |
| 3     | 21.1              |
| متوسط | 20.3              |

المصدر: 